# Comptes annuels
Actuellement, en France, les comptes annuels rassemblent le bilan, le compte de résultat et l'annexe des comptes d'une entreprise, qui sont établis à la clôture de l'exercice, selon l'article 130-1 du plan comptable général.

## La normalisation de l'établissement des comptes annuels
Les comptes annuels doivent être présentés selon des normes standardisées, afin d'assurer une comparabilité des comptes entre les personnes. Différentes méthodes de comptabilité sont possibles ; cependant le choix d'une méthode comptable doit être permanent, afin d'assurer la comparabilité des comptes d'une même entreprise dans le temps.
Ces normes sont élaborées par l'ANC, puis homologuées par arrêté ministériel.

## Le caractère obligatoire de la tenue de comptes annuels
Certaines personnes physiques (commerçants) et morales sont soumises à une obligation légale d'établir des comptes annuels.

## Le besoin de transparence des comptes annuels
Les comptes annuels permettent une lecture plus facile des comptes :
- Par les investisseurs, qui ont besoin de connaître les performances de l'entreprise afin de déterminer si elle constitue un bon investissement.
- Par les prêteurs, les fournisseurs et les salariés, qui veulent être rassurés sur la solidité de l'entreprise.
- Par l'administration fiscale qui veut vérifier le montant de l'impôt.

Par ailleurs les comptes d'une entreprise peuvent constituer un moyen de preuve.
Enfin la comptabilité est un outil de gestion qui permet aux dirigeants de prendre des décisions stratégiques.